# Who is who

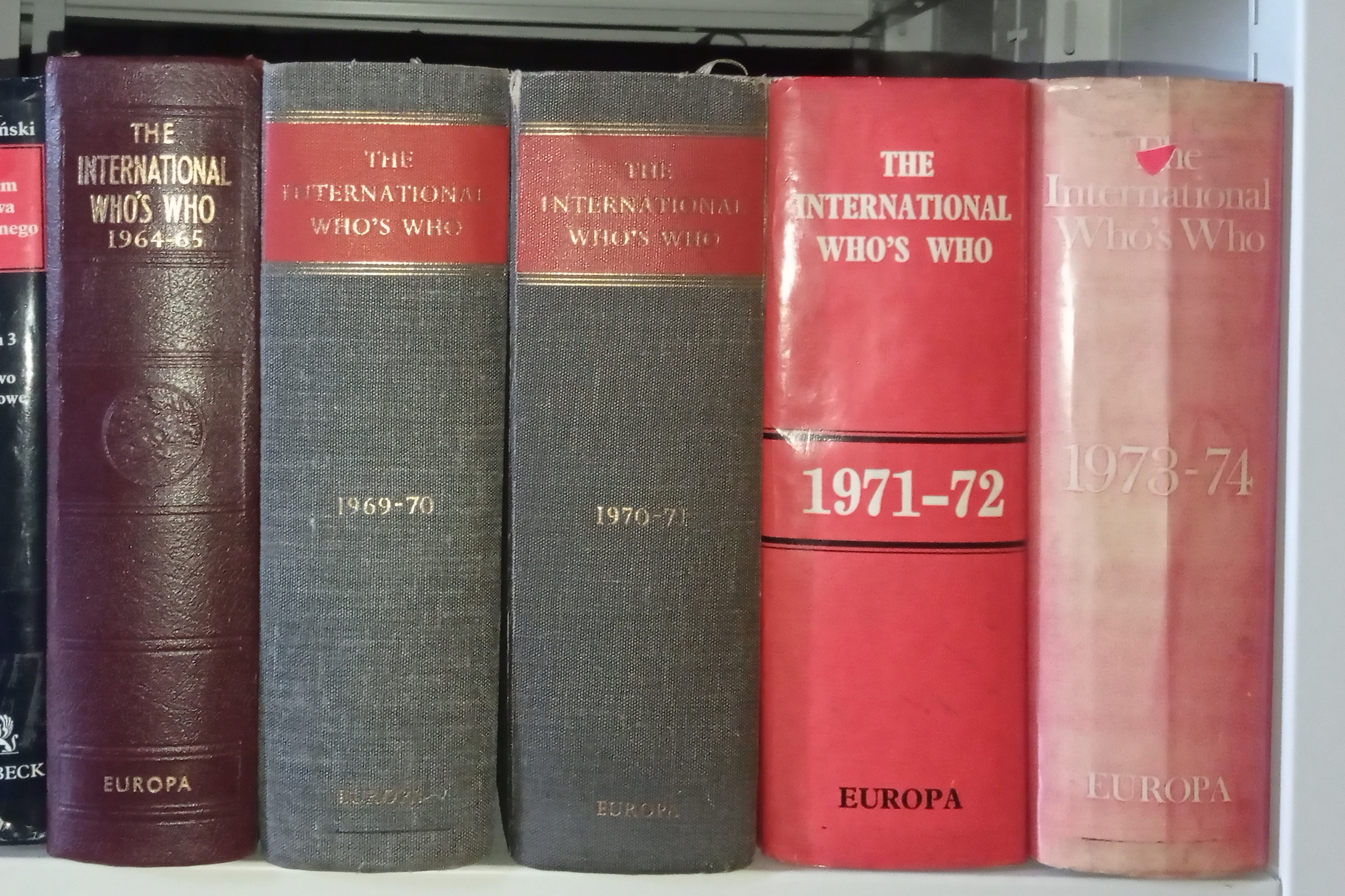
Grzbiety wydań z lat 60. i 70. XX wieku

Who is Who, Who's Who (ang.) – nazwa różnego rodzaju  leksykonów zawierających zbiory alfabetycznie lub tematycznie ułożonych biografii. Najstarszym tego typu wydawnictwem jest brytyjskie Who's Who, którego pierwsze wydanie zostało opublikowane w 1849.
Ze względu na to, że fraza „Who is who” nie jest nazwą zastrzeżoną, na całym świecie wydawanych jest wiele zbiorów biografii posługujących się tym tytułem, z których każde ma inne kryteria doboru opisywanych osób, od bardzo ścisłych po mające charakter „vanity publishing”. Wszystkie jednak gromadzą informacje zamieszczane w biogramach głównie za pomocą ankiet wypełnianych przez opisywane osoby. 
W Polsce pierwszy taki leksykon, zatytułowany „Czy wiesz kto to jest?” ukazał się w 1938 nakładem Głównej Księgarni Wojskowej. W latach 1984–2001 Polska Agencja Interpress a następnie Polska Agencja Informacyjna wydawały leksykon „Kto jest kim w Polsce”.
W Polsce ukazuje się też publikacja „Who is who w Polsce”, wydawana w ramach szwajcarskiej serii wydawniczej „Hübners Who is Who”.